# Charlie Higson

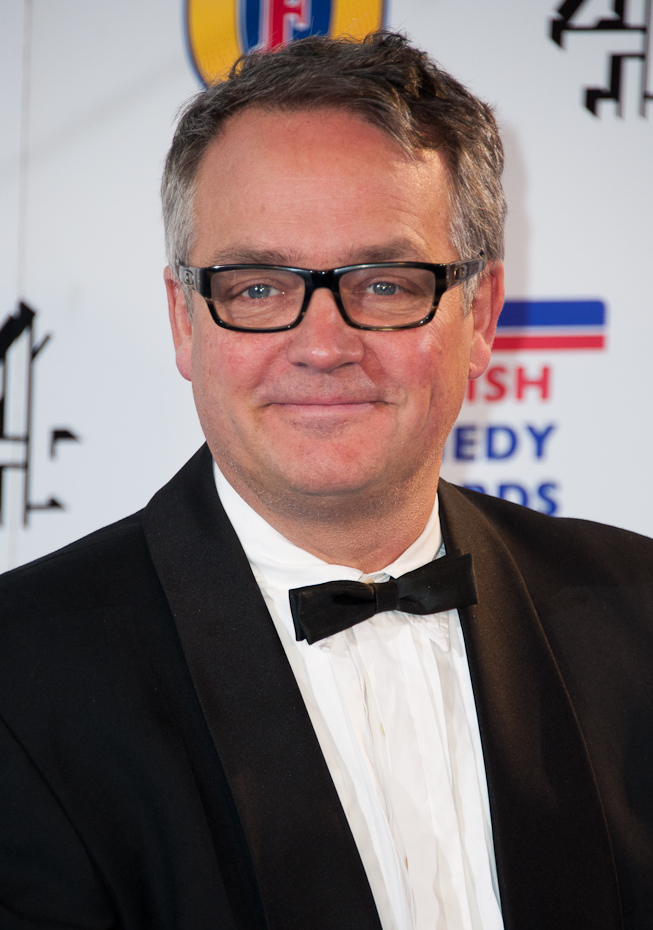
Charlie Higson, 2013

Charles Murray Higson (* 3. Juli 1958 in Frome, Somerset) ist ein englischer Autor, Sänger und Schauspieler. Heute lebt er in London und arbeitet als Autor von Drehbüchern und von Thrillern für Erwachsene. Zudem gehörte er zusammen mit Paul Whitehouse zu den Erfindern und Hauptdarstellern der BBC-Comedyshow „The Fast Show“. Weiter war er an Harry Enfield’s Television Programme, Swiss Toni und Randall & Hopkirk beteiligt.

## Biografie
Higson studierte bei der Sevenoaks School und an der University of East Anglia. Dort gründete er zusammen mit David Cummings und Terry Edwards die Band „The Higsons“. Von 1980 bis 1986 war er dort als Sänger aktiv. Für kurze Zeit arbeitete er danach als Gipser, bevor er zum Komödiant wurde. Er galt als einer der bekanntesten Schriftsteller und Künstler und war 1994 Miterfinder der BBC-Show „The Fast Show“, welche sich zu einem großartigen Erfolg entwickelte.
2004 wurde bekannt, dass er die Bücher über James Bond als Jugendlicher im Eton College schreiben würde. Higson wurde von Ian Fleming-Publications angesprochen, diese Buchreihe zu produzieren. Er war sofort begeistert und begann zu recherchieren, damit die Bücher perfekt auf die Filme des berühmten Spions abgestimmt waren. Dabei erreichte er zum ersten Mal ein jüngeres Lesepublikum. Unter dem Namen Young Bond erschien im März 2005 der erste Band. Mittlerweile ist mit dem fünften Buch auch der letzte Teil der Reihe erschienen.
Von 2009 bis 2017 erschien von Charlie Higson eine Zombie-Horror-Buchreihe für Kinder und Jugendliche unter dem The Enemy. Die Reihe wurde noch nicht in das Deutsche übersetzt.

## Werke
„Young Bond“-Reihe
- Silverfin, 2005
- Blood Fever, 2006
- Double or Die, 2007
- Hurricane Gold, 2008
- By Royal Command, 2008

deutsch
- Stille Wasser sind tödlich (2005)
- Zurück kommt nur der Tod (2006)
- Goldenboy (2007)
- Reden ist Silber, Schweigen ist tödlich (2008)
- Der Tod kennt kein Morgen (2009)

Die zugehörigen Hörbücher wurden gesprochen von Rufus Beck.
„The Enemy“-Reihe
- The Enemy, 2009
- The Dead, 2010
- The Fear, 2011
- The Sacrifice, 2013
- The Fallen, 2015
- The Hunted, 2016
- The End, 2017

Sachbücher
- The Fast Show Book, 1996

## Filmografie (Auswahl)

### Drehbuch
- 1991: King of the Ants
- 1993: Happy Now
- 1994: Suite 16
- 1995: Full Whack
- 2000–2001: Randall & Hopkirk – Detektei mit Geist (Randall & Hopkirk (Deceased), Fernsehserie, 11 Folgen)
- 2013: Agatha Christie’s Marple (Fernsehserie, 1 Folge)

### Darsteller
- 2000–2001: Randall & Hopkirk  – Detektei mit Geist (Randall & Hopkirk (Deceased), Fernsehserie, 12 Folgen)
- 2013: Agatha Christie’s Marple (Fernsehserie, 1 Folge)
- 2017: Broadchurch (Fernsehserie, 7 Folgen)
- 2017: Grantchester (Fernsehserie, 2 Folgen)